# 帝国化学工业
帝国化学工业（英語：Imperial Chemical Industries Ltd，缩写为「ICI」），是一家總部位于英国伦敦的化学公司，也是世界大型的化工品生产商之一。其产品包括油漆、香料和电工原料等，2008年元月併入荷蘭阿克苏诺贝尔集團。

## 历史
帝国化学工业於1926年12月由4间化工公司合併而成：
- 卜內门（Brunner Mond）—— 现在香港及台灣仍称ICI作「卜內门」，ICI曾經設立台灣子公司「台灣卜內門化學工業股份有限公司」。
- 苏格兰诺贝尔工业—— 即现在的诺贝尔企业（Nobel Explosives），由日本稻畑产业株式会社持有。
- 联合碱业公司（United Alkali Company）
- 英国染料公司（British Dyestuffs Corporation）

4间公司之所以合併，是為要面对美国杜邦公司及德国法本公司（I.G. Farben AG）所帶来的激烈競爭。
主要业務包括：制造炸药、农药、染料、杀虫剂、工业用化学品、印料及油漆。

## 主要成员
- 国民淀粉公司（National Starch and Chemical Company）
- 捷利康公司：1993年分出的制药与农业化学，1999年改組為阿斯利康製藥

## 延伸阅读
- Reader, W. J. . Oxford: Oxford University Press. 1970. ISBN 9780192159373.
- Reader, W. J. . Oxford: Oxford University Press. 1975. ISBN 9780192159441.